# Ivan Pavlić
Ivan Pavlić (Rotterdam, 10 novembre 2001) è un calciatore olandese, centrocampista del Paços Ferreira.

## Carriera

### Club
Pavlić è nato a Rotterdam da genitori serbi e ha iniziato la sua carriera con Excelsior e Smitshoek, prima di unirsi allo Spartaan '20.
A 14 anni si è trasferito in Belgio per firmare con l'Anversa. Nella sua permanenza lì, è stato convocato due volte per incontri di UEFA Europa League.
Dopo cinque anni non ha trovato un accordo per il rinnovo ed ha lasciato il club. Si è trasferito nuovamente all'estero, in Portogallo, dove ha firmato con l'Académica. Nel 2022 si è unito all'Estoril Praia.

### Nazionale
È eleggibile dalle nazionali di Paesi Bassi, Belgio e Serbia. Ha dichiarato di voler giocare per la Serbia.

## Statistiche

### Presenze e reti nei club
Statistiche aggiornate al 2 ottobre 2023.
| Stagione        | Squadra         | Campionato      | Campionato | Campionato | Coppe nazionali | Coppe nazionali | Coppe nazionali | Coppe continentali | Coppe continentali | Coppe continentali | Altre coppe | Altre coppe | Altre coppe | Totale | Totale | Totale |
| Stagione        | Squadra         | Comp            | Pres       | Reti       | Comp            | Pres            | Reti            | Comp               | Pres               | Reti               | Comp        | Pres        | Reti        | Pres   | Reti   |        |
| --------------- | --------------- | --------------- | ---------- | ---------- | --------------- | --------------- | --------------- | ------------------ | ------------------ | ------------------ | ----------- | ----------- | ----------- | ------ | ------ | ------ |
| 2021-2022       | Académica       | SL              | 5          | 0          | CP              | 0               | 0               |                    | -                  | -                  |             | -           | -           | 5      | 0      |        |
| 2023-2024       | Estoril Praia   | PL              | 5          | 0          | CP+Cdl          | 0+3             | 0               |                    | -                  | -                  |             | -           | -           | 8      | 0      |        |
| Totale carriera | Totale carriera | Totale carriera | 10         | 0          |                 | 3               | 0               |                    | -                  | -                  |             | -           | -           | 13     | 0      |        |